# الفرد ریک
آلفرد ریک (انگلیسی: Alfred Rieck؛ ۵ اوت ۱۹۱۴ – ۱۴ اوت ۲۰۰۰) قایقران روئینگ اهل آلمان بود.
وی در مسابقات کشوری و بین‌المللی در مجموع برندهٔ ۱ مدال برنز شده‌است.